# Kościół św. Rocha i św. Jana Chrzciciela w Brochowie
Kościół świętego Rocha i świętego Jana Chrzciciela – rzymskokatolicki kościół parafialny należący do parafii św. Jana Chrzciciela w Brochowie (dekanat Sochaczew – św. Wawrzyńca diecezji łowickiej), zabytkowa świątynia chrześcijańska, miejsce chrztu Fryderyka Chopina.

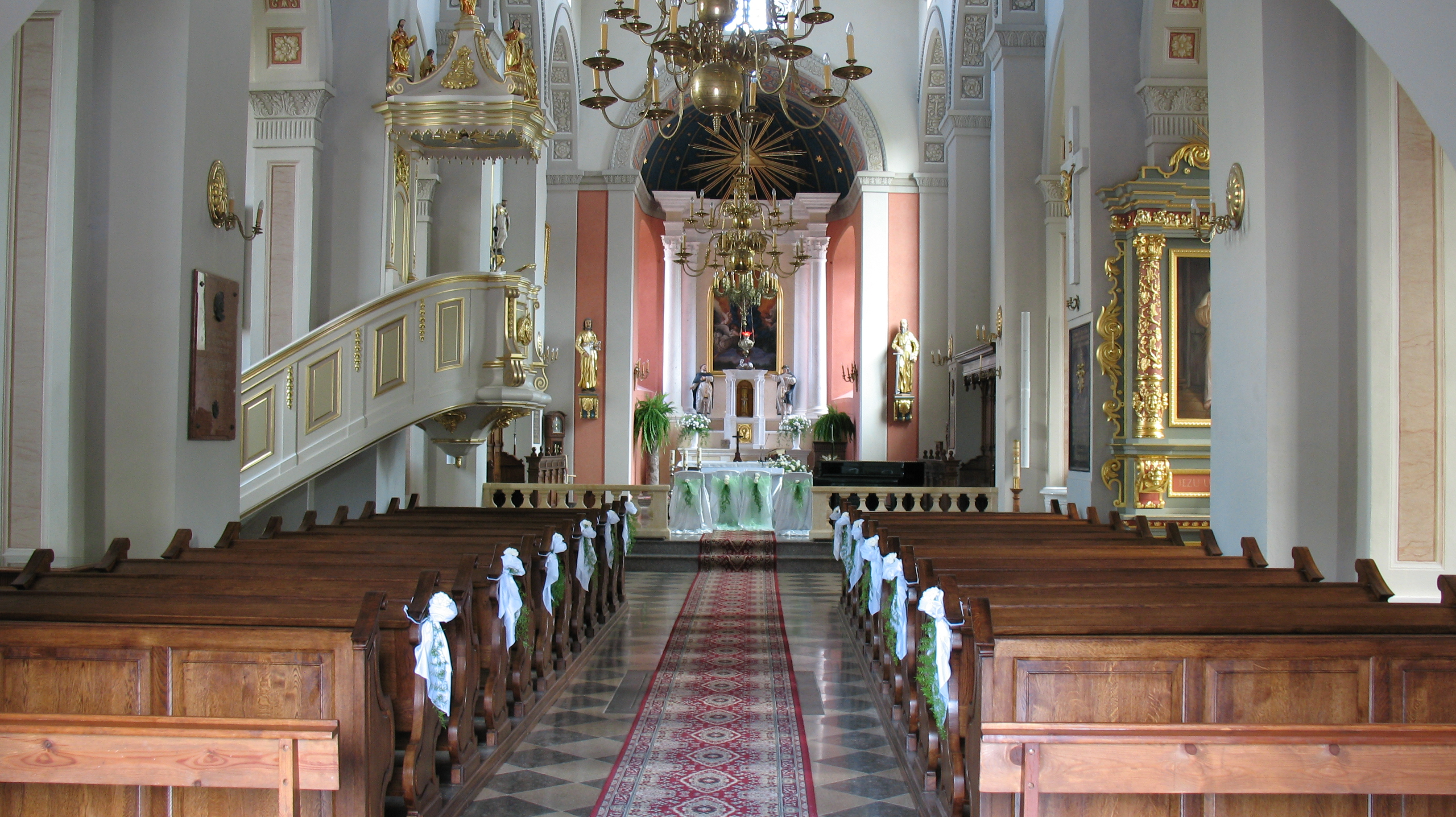
Wnętrze świątyni

Jest to gotycko-renesansowa trójnawowa bazylika powstała jako efekt przebudowy pierwotnego gotyckiego kościoła, flankowana trzema dużymi, cylindrycznymi wieżami – dwiema w narożach zachodnich, ujmujących szeroki narteks, i jedną nad apsydą prezbiterialną z emporą w wieży ponad prezbiterium. Sklepienie kolebkowe jest zdobione siecią kasetonową z powtarzającymi się motywami prostokąta i pokryte bogatą polichromią. Wokół kościoła biegnie dwukondygnacyjny ganek tunelowy ze strzelnicami.

## Historia
Kościół został ufundowany przez Jana Brochowskiego herbu Prawdzic – wojskiego warszawskiego, właściciela wsi – i jego rodzinę; wzniesiony został w latach 1551–1561 przez działającego na Mazowszu znakomitego muratora Jana Baptystę Wenecjanina (m.in. wybudował lub przebudował kościoły w Broku, Płocku i Pułtusku). 
Józef Łukaszewicz zamieszcza następującą wzmiankę o kościele (fragmenty, pisownia oryginalna): 

Kościół ten poświęcił przewielebny Jakub Brzeźnicki, sufragan poznański, pod tytułem ś. Jana Chrzciciela i ś. Rocha. (…) Kościół ten, który Goślicki wizytował w Brochowie, podczas wojny szwedzkiej za panowania Jana Kazimierza tak zniszczonym został, że Lasoccy, dziedzice ówcześni zniewoleni byli, (gdy dawniejszego naprawić nie można już było) wystawić nowy, także z cegły palonej. Uposażeniem kościoła, prócz półtora łanu w Brochowie, były w roku 1603 dziesięciny ze wsi Wielkiego Brochowa, Małego Brochowa, Kromnowa, Konar, Dzięglewa, Woli Żelaznej, Strzyżewa, Wawrzyszewa (…)

Świątynia ma charakter obronny – podkreślają to trzy wieże, które dominują nad okolicą tak jak baszty zamku. Była przebudowywana także później, m.in. po 1655 roku, dzięki staraniom Olbrachta Adriana Lasockiego. To w tym czasie zostały wzniesione ceglane obramowania bastionowe okalające teren przy kościele. Od strony Bzury zachowały się jeszcze pozostałości fosy. We wnętrzu, nad bocznymi nawami, jest umieszczony długi ganek, który umożliwiał połączenie między wieżami-basztami. Typowe dla stylu Jana Baptysty Wenecjanina jest sklepienie kolebkowe z siatką dekoracyjnych żeber kasetonowych w formie kół i prostokątów.
W 1806 w kościele tym ślub wzięli Mikołaj Chopin i Tekla Justyna z Krzyżanowskich, rodzice Fryderyka Chopina, który również tutaj był chrzczony. Z okazji dwusetnej rocznicy urodzin kompozytora podjęto w kościele prace konserwatorskie, przywracając częściowo wystrój malarski wnętrza, w szczególności kasetonów kolebkowego sklepienia, oraz zaprojektowano nowe wyposażenie.
Funkcja obronna świątyni nie przydała się w okresie nowożytnym – w czasie obu wojen światowych artyleria niszczyła kościół. Podczas I wojny światowej kościół był wykorzystywany jako stanowisko obserwacyjne; ostrzelany przez artylerię w roku 1915, zniszczony w 70%, odbudowany został 1924–1929 według projektu Jarosława Wojciechowskiego i T. Sawickiego z wprowadzeniem elementów modernistycznych. Podczas bitwy nad Bzurą we wrześniu 1939 roku kościół był zajęty przez polskich żołnierzy osłaniających przeprawę przez Bzurę.
Na północnej ścianie świątyni znajduje się kilka tablic pamiątkowych – w tym poświęcona konfederatom barskim oraz żołnierzom polskim walczącym w bitwie nad Bzurą.
Ponowna restauracja po zniszczeniach drugiej wojny światowej nastąpiła w latach 1947–1948. W czasie gruntownego remontu świątyni w latach 2008–2010 zostały zrekonstruowane także polichromie nakrywające sklepienie. Wyposażenie wnętrza jest skromne.